# August Ahlqvist

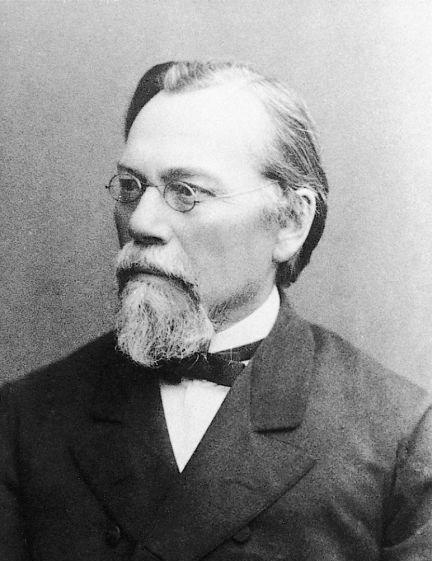
Karl August Engelbrekt Ahlqvist

Karl August Engelbrekt Ahlqvist (pseudonym A. Oksanen, 7. srpna 1826, Kuopio – 20. listopadu 1889, Helsinky) byl finský básník, literární kritik, filolog v oblasti ugrofinských jazyků a od roku 1863 také profesor finského jazyka na Helsinské univerzitě, kde tuto funkci přebral po svém příteli Eliasu Lönnrotovi.
Je považován za zakladatele ugrofinistiky. Velkou inspirací byl pro něj Johan Ludvig Runeberg, od nějž převzal myšlenky nacionálního romantismu. Svůj pseudonym A. Oksanen začal používat v Kuopiu během svého psaní pro časopis Saima. Publikoval několik studií o votštině, vepštině, chantijštině, mansijštině a mordvinštině (jazyky erzja a mokša).

## Dílo
- Satu, 1847
- Finland och finnarne före landets underkufvande af svenskarne, 1849
- Bidrag till finska. Finska språkforskningens historia, 1854
- Viron nykyisemmästä kirjallisuudesta, 1855
- Votisk grammatik jemte språkprof och ordförteckning, 1855
- Anteckningar i Nordtschudiskan, 1859
- Muistelmia matkoilta Venäjällä vuosina 1845–58, 1859
- Läran on verben i mordwinska, 1859
- Laulu kellosta (Friedrich Schiller), 1859 (překlad)
- Väkinäinen naiminen (Molière) (překlad)
- Kavaluus ja rakkaus (Schiller), 1863 (překlad)
- Säkeniä I-II, 1860, 1868
- Versuch einer mokscha-mordwinischen gramatik nebst texten und wörterverzeichniss, 1861
- Suomalainen runousoppi kielelliseltä kannalta, 1863
- Auszüge aus einer neuen grammatik der finnischen sprache, 1868
- Suomalainen murteiskirja, 1869
- Det vestfinska språkets kulturord, 1871
- Uusi suomalainen lukemisto suomalais-ruotsalaisen sanakirjan kanssa, 1873
- Suomen kielen rakennus, 1877
- Täydellinen Kalevalan sanasto, 1878
- Unter wogulen und ostjaken, 1883
- Elias Lönnrot, 1884
- Tutkimuksia Kalevalan tekstissä ja tämän tarkastusta, 1886
- Kalevalan karjalaisuus, 1887
- Suomalaisia puhekokeita, 1889
- Wogulischer Wörterverzeichniss, 1891
- Wogulische sprachtexte nebst entwurf einer wogulischen grammatik aus dem nacthklasse des verfassers. Hrsg. Von Yrjö Wichman, 1894
- Oksasen runoja, 1898
- Kirjeet, 1982